# Bananas (Fernsehsendung)

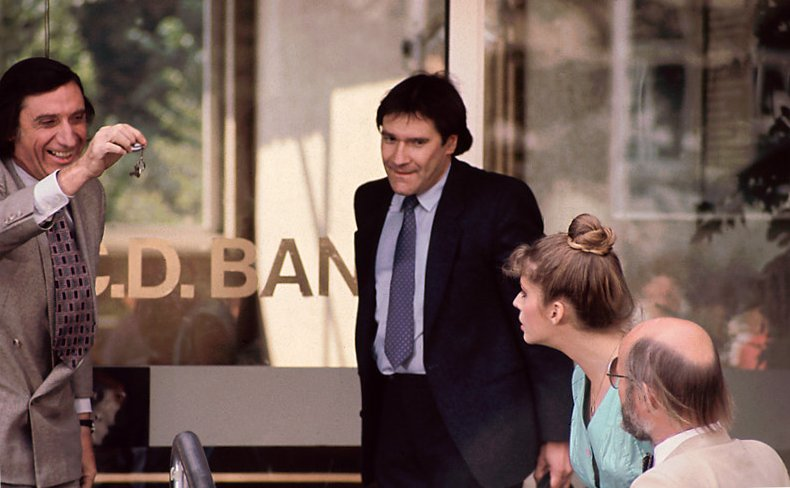
Herbert Fux, Gerd Leienbach, Olivia Pascal und Hans Herbert (v. l.) bei den Dreharbeiten zu Bananas 1984 in Ratingen

Bananas war eine Musik- und Comedyshow des WDR, die von März 1981 bis November 1984 im ersten Programm der ARD lief.

## Titel
Der Titel Bananas leitet sich ab vom englischen Ausdruck going bananas für Spaß haben. Im Vorspann gab es dazu eine Zeichentrickfilm-Sequenz mit einem Luftschiff, dessen Auftriebskörper eine Banane war und das Bananen aus seiner Gondel fallen ließ.

## Titelmelodie
Die für alle Folgen verwendete Titelmelodie komponierte Lonzo Westphal.
Im Abspann ab Folge 7 kam der Titel Hubba Hubba Zoot Zoot der schwedischen Gruppe Caramba zum Einsatz, der in einer fiktiven Sprache produziert war – zunächst im Original, später in einer Coverversion von Gerd Leienbach.

## Aufzeichnung
Bananas ging die Plattenküche voraus:

„Für mich war die Plattenküche der Kreißsaal von Bananas.“

Dabei hatte erneut Rolf Spinrads die Idee zur Sendung. Die Neuerung bestand darin, dass Klaudi Fröhlich nicht mehr Regie führte:

„Die Änderung war natürlich, dass der Spinrads beschlossen hat, selber Regie zu führen, also er war Redakteur und Regisseur, was einmalig war im WDR.“

Inhaltlich bestand der größte Unterschied darin, dass Musikdarbietungen und Sketche aufeinanderfolgten, also die Musik nicht mehr durch Sketche unterbrochen wurden.

„Bananas baut im Grunde genommen in ihrer Art auf Plattenküche auf. Plattenküche war noch mehr Anarchie.“

Die Produktion fand unverändert bei der Bavaria Film statt, es gab aber keine von Folge zu Folge gleiche Studiodekoration mehr, sondern eine an den Musiktitel angepasste Dekoration. Die Sketche waren für sich abgeschlossen und spielten in einer eigenen, zum Thema passenden Dekoration. Außerdem gab es nun viele Außenaufnahmen, die zum großen Teil außerhalb des Bavaria-Geländes gedreht wurden.

## Darsteller
Die Darsteller hatten keine festen Rollen wie bei der Plattenküche, sondern spielten in jedem Sketch jemand anderes und dabei mitunter auch sich selbst.

### Frank Zander
Frank Zander war der einzige Darsteller, den Spinrads von der Plattenküche übernommen hatte. Er kam aber nur in den sechs Folgen des Jahres 1981 vor, da er dann zum ZDF wechselte, wo er Vorsicht, Musik präsentierte:

„Ich hätte gerne mit ihm weiter gemacht, sag ich ganz offen, weil wir auch beide so ein bisschen auf einen Dampfer sind.“

### Olivia Pascal
Olivia Pascal hatte als Schauspielerin bereits in einigen Kinofilmen mitgewirkt, sie war Bravo-Girl des Jahres und die einzige Frau unter den Darstellern.

„Olivia war natürlich der Sonnenschein, auch für Rolf, er hat ja immer schöne Frauen vergöttert! Wenn die im Studio stand, dann hat er immer darauf geachtet, dass es ihr sehr gut geht.“

Olivia war im Team besonders bei Liebesszenen beliebt:

„Ich hatte mit ihr auch einige Sketche, ich denke mal auch so irgendwo im Bett und jedes Mal dachte ich:
 Schönes Mädel!“

### Herbert Fux
Herbert Fux war vor allem dafür vorgesehen, um Bösewichte wie Bankräuber zu spielen. Er kam wie Olivia Pascal vom Kinofilm.

### Gerd Leienbach
Gerd Leienbach kam vom Radio. Er hatte das Programm SWF3 mit aufgebaut und dabei den Schwarzwaldelch erfunden.

### Hans Herbert Böhrs
Hans Herbert Böhrs stellte sich in der Sendung immer nur mit Hans Herbert vor, er kam durch einen gemeinsamen Freund von ihm und dem Regisseur zur Show:

„Ich bin ja noch immer sehr eng mit Otto Waalkes befreundet. Und Spinrads hatte ja dann die ersten Otto-Shows gedreht. Und dann hatte Spinrads zu dem Manager von Otto gesagt: Was ist das denn für ein Freak hier, der ist ja ganz lustig. Wir wollen da eine neue Sendung machen, kann der nicht mal nach Düsseldorf kommen?
Und da wurde ich dann gecastet und zwar folgendermaßen:

Da gab es an einer Ecke auf der einen Seite ein Lokal, wo es nur obergärige Biere gab, da wurde dann vorgeglüht, und dann ist Spinrads mit mir rübergegangen in das andere Lokal und da gab es ungefähr 480 Schnäpse und Liköre. Vier Stunden später hatte ich die Prüfung bestanden und war aufgenommen.“

Böhrs gelang es nicht, einen Freund bei Bananas unterzubringen:

„Es gab damals einen Menschen, mit dem ich auch sehr lange befreundet bin und den ich auch sehr lange kenne und der auch immer tolle Ideen hatte und auch schon Sketche hatte und sehr witzig war und der sagte:
Mach doch mal einen Kontakt mit Rolf Spinrads, vielleicht kann ich da auch mitmachen. Und dann habe ich einen Kontakt gemacht und nach drei Stunden haben wir uns alle wieder getrennt und dann hat Rolf zu mir gesagt:
Nee, das passt irgendwie nicht!
Ich sagte: Wieso?
Ja, der trinkt ja gar nichts. Der trinkt ja kein Alkohol!
Das war Olli Dittrich!“

## Musik
Die Musikauswahl entsprach jener der Plattenküche, es gab unverändert deutsche und internationale Interpreten, wobei Rolf Spinrads erneut dafür sorgte, dass italienische und niederländische Künstler eine erhöhte Bedeutung hatten.
In der 11. Folge fand der erste Auftritt von Joseph Beuys als Sänger mit dem Titel Sonne statt Reagan statt.
Einige Musiktitel wurden als Video-Clip gedreht, was zu dieser Zeit im europäischen Fernsehen neu war. Darin kamen häufig die Mitarbeiter als Statisten vor, beispielsweise die Bildmischerin, die Produktionsassistentin und die Ehefrau von Rolf Spinrads als Nonnen verkleidet bei Alkohol von Herbert Grönemeyer. Es gab auch Titel, die als Außenaufnahme vom Studio weit entfernt aufgenommen wurden:

„Es haben sich auch viele Leute immer gewundert, weil wir so tolle Kulissen hatten, wo einige Gruppen eigentlich so gar nicht richtig hinein gehörten. Depeche Mode hatte dann plötzlich Hühner im Arm.“

Dabei galt die gleiche Arbeitsweise wie für das Drehen der Comedy-Beiträge:

„Bei Rolf Spinrads war es einfach so: zack, gedreht, hat ihm gefallen, ab in die Kneipe!“

## Laufzeit
- 24. März 1981 bis 19. November 1984 („Best of“)
- Nachfolgereihe mit demselben Regisseur: Känguru

## Fernsehdokumentation
Lachgeschichten – Bananas, ein Film von Winni Gahlen, 45 Min., WDR, 2013